# Kỹ thuật hạt nhân
Kỹ thuật hạt nhân là ngành kỹ thuật tập trung vào các ứng dụng của các quá trình phân hạch, nhiệt hạch, cùng với những hiện tượng vật lý hạ nguyên tử dựa trên những nguyên lý cơ bản nhất của vật lý hạt nhân. Đối với chuyên ngành phân hạch, kỹ thuật hạt nhân bao gồm luôn các vấn đề về thiết kế và bảo trì những hệ thống và chi tiết như lò phản ứng hạt nhân, nhà máy điện hạt nhân, hay thậm chí là vũ khí hạt nhân. Ngành này còn nghiên cứu về y học hạt nhân, và nhiều ứng dụng khác ví dụ như quá trình bức xạ ion hóa, an toàn hạt nhân, lưu chuyển nhiệt, chu kỳ nhiên liệu hạt nhân, cùng với những kỹ thuật như xử lý chất thải hạt nhân và những vấn đề về phổ biến vũ khí hạt nhân.

Nhà máy điện hạt nhân
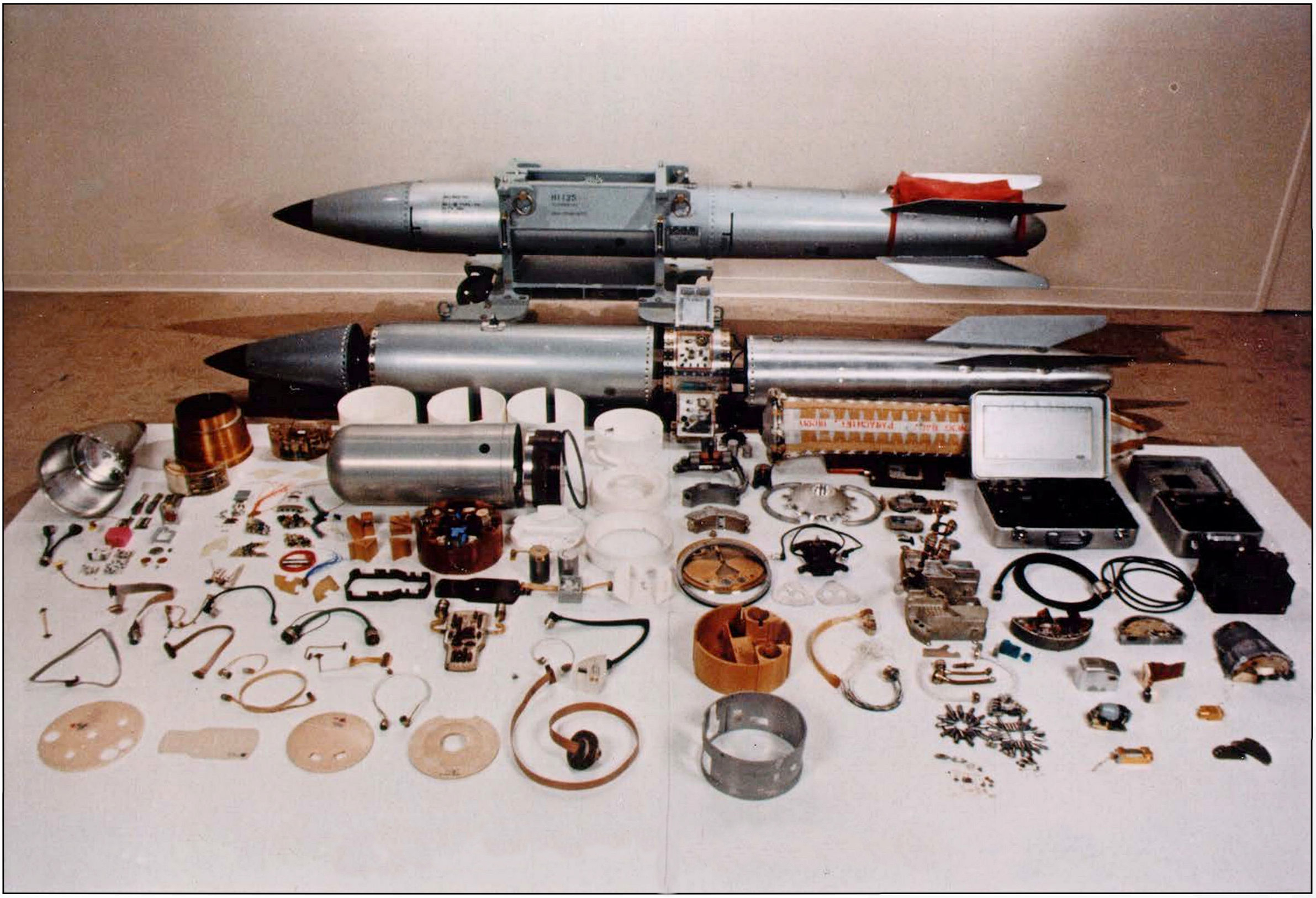
Vũ khí nhiệt hạt nhân B-61
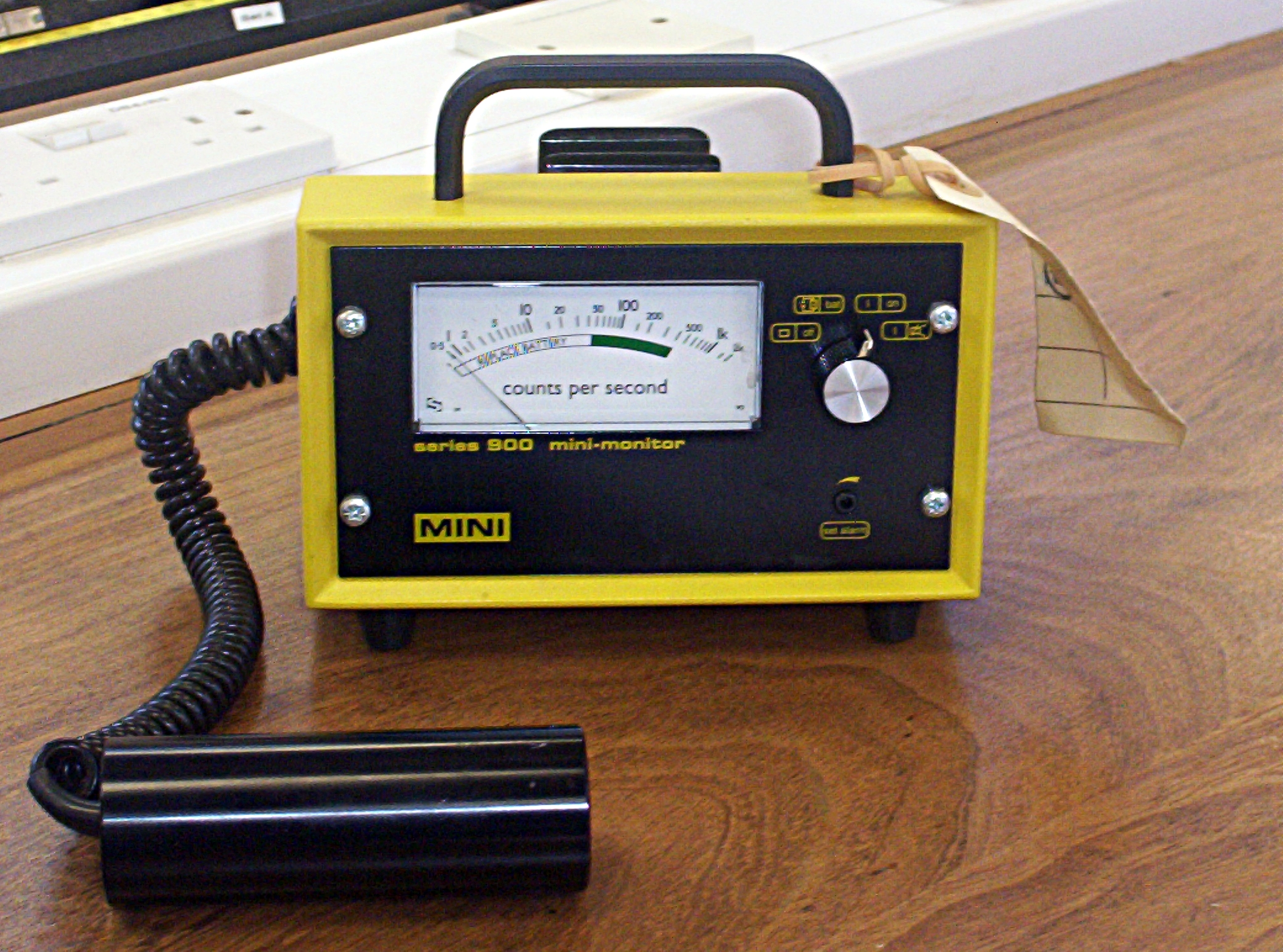
Máy đếm Geiger hiện đại
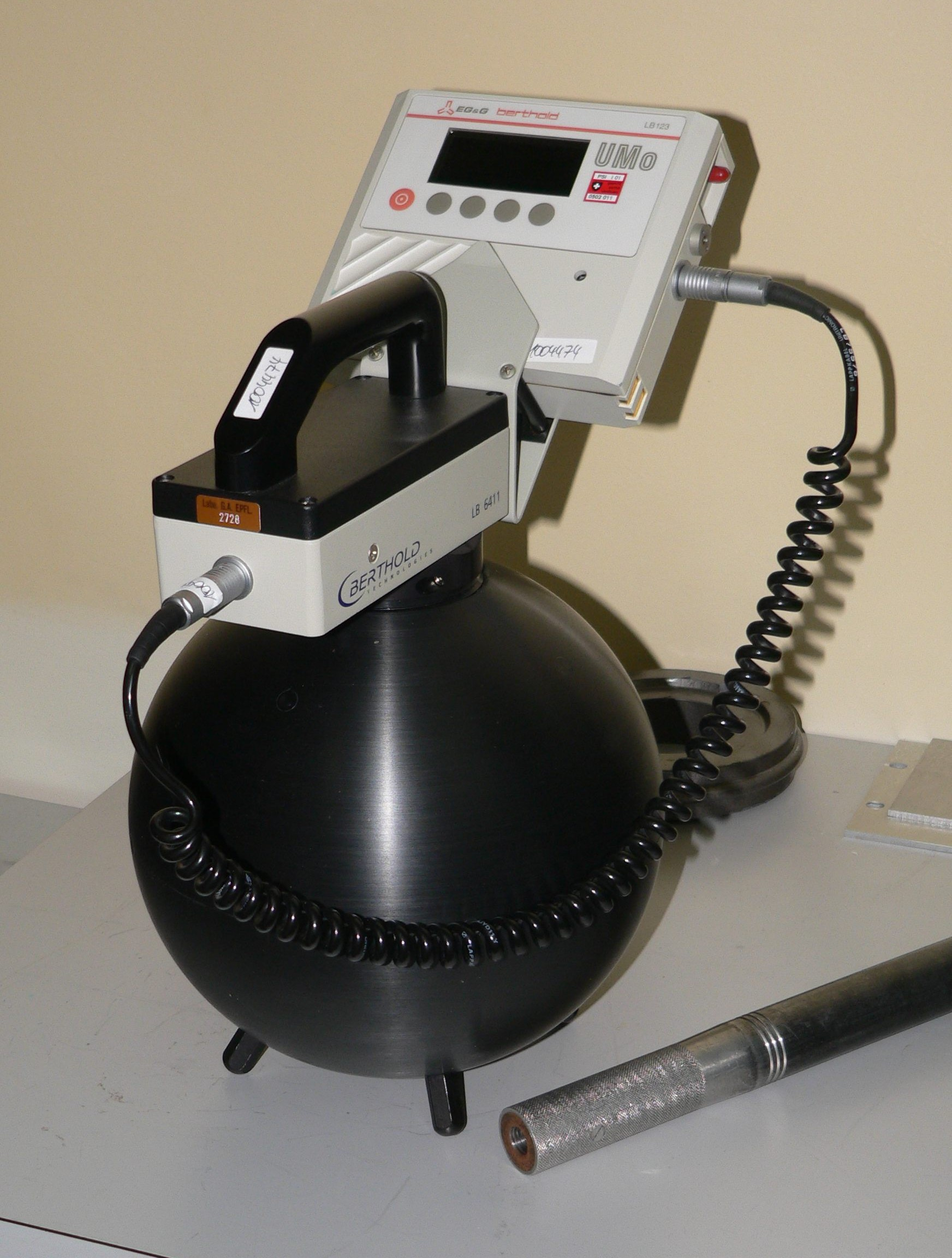
Máy phát hiện neutron
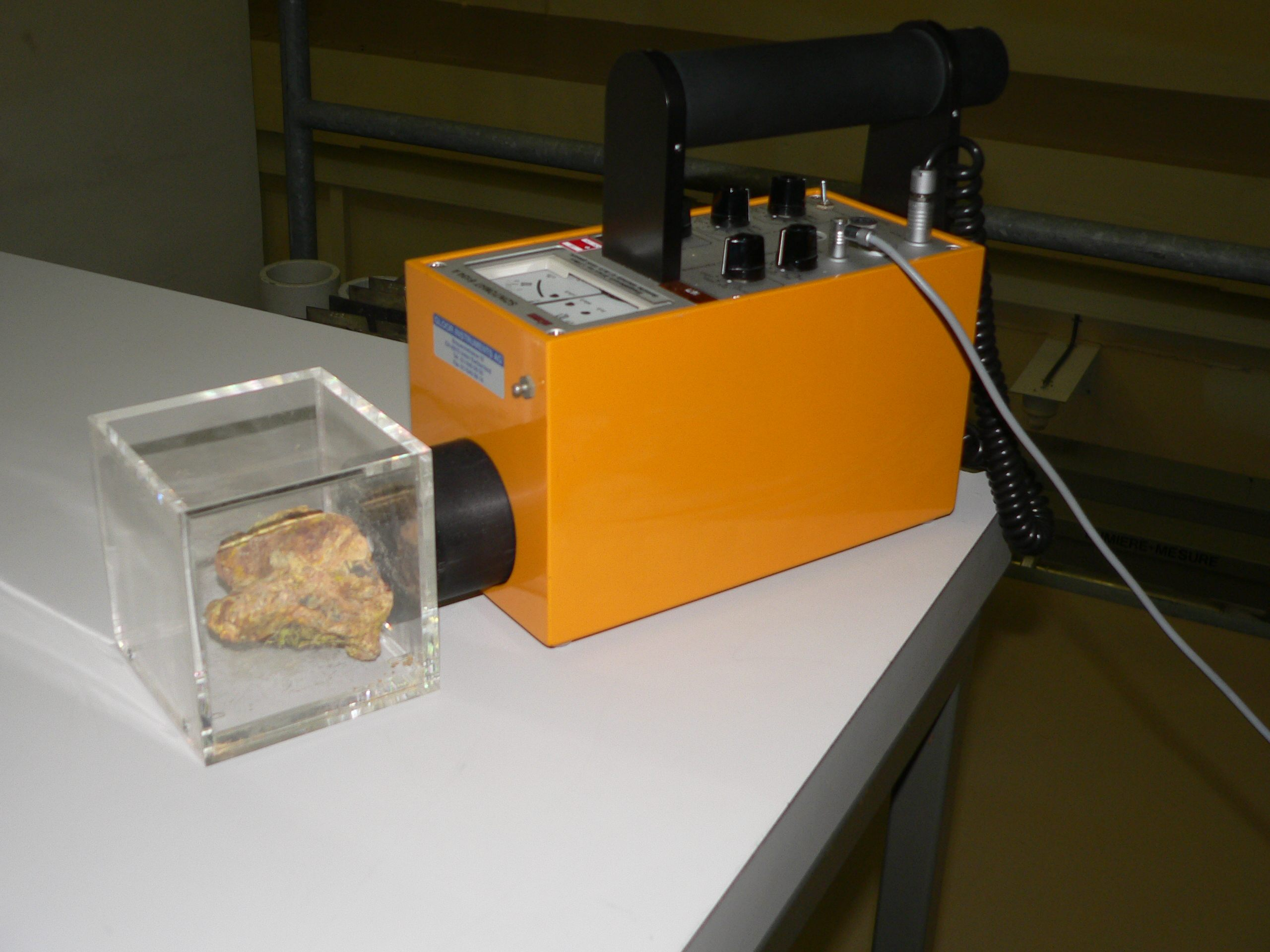
Máy đo phóng xạ phát quang để bên cạnh khoáng thạch phóng xạ Uraninit
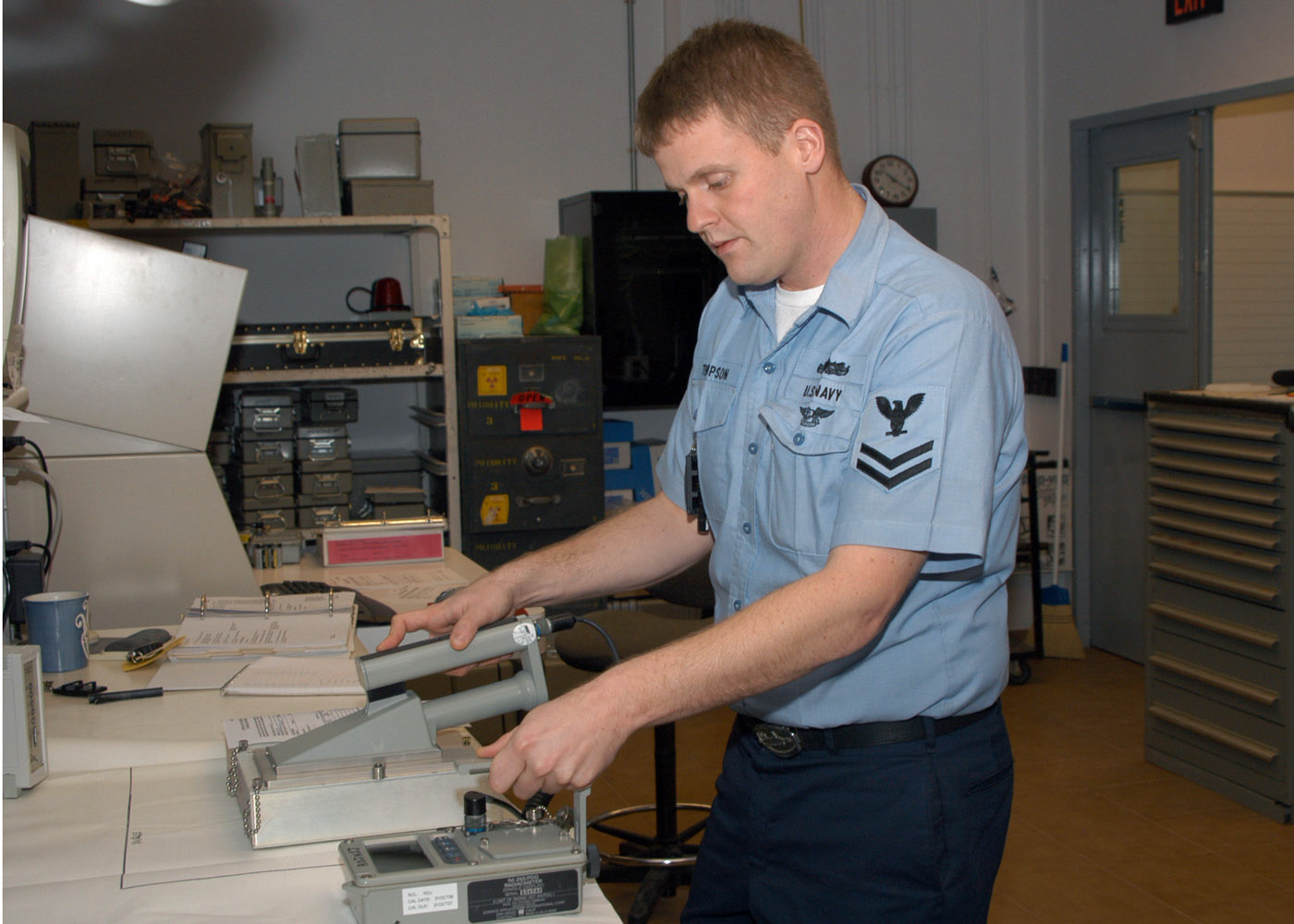
Kỹ thuật viên Hải quân Hoa Kỳ điều chỉnh máy dò hạt alpha phát quang diện rộng cầm tay
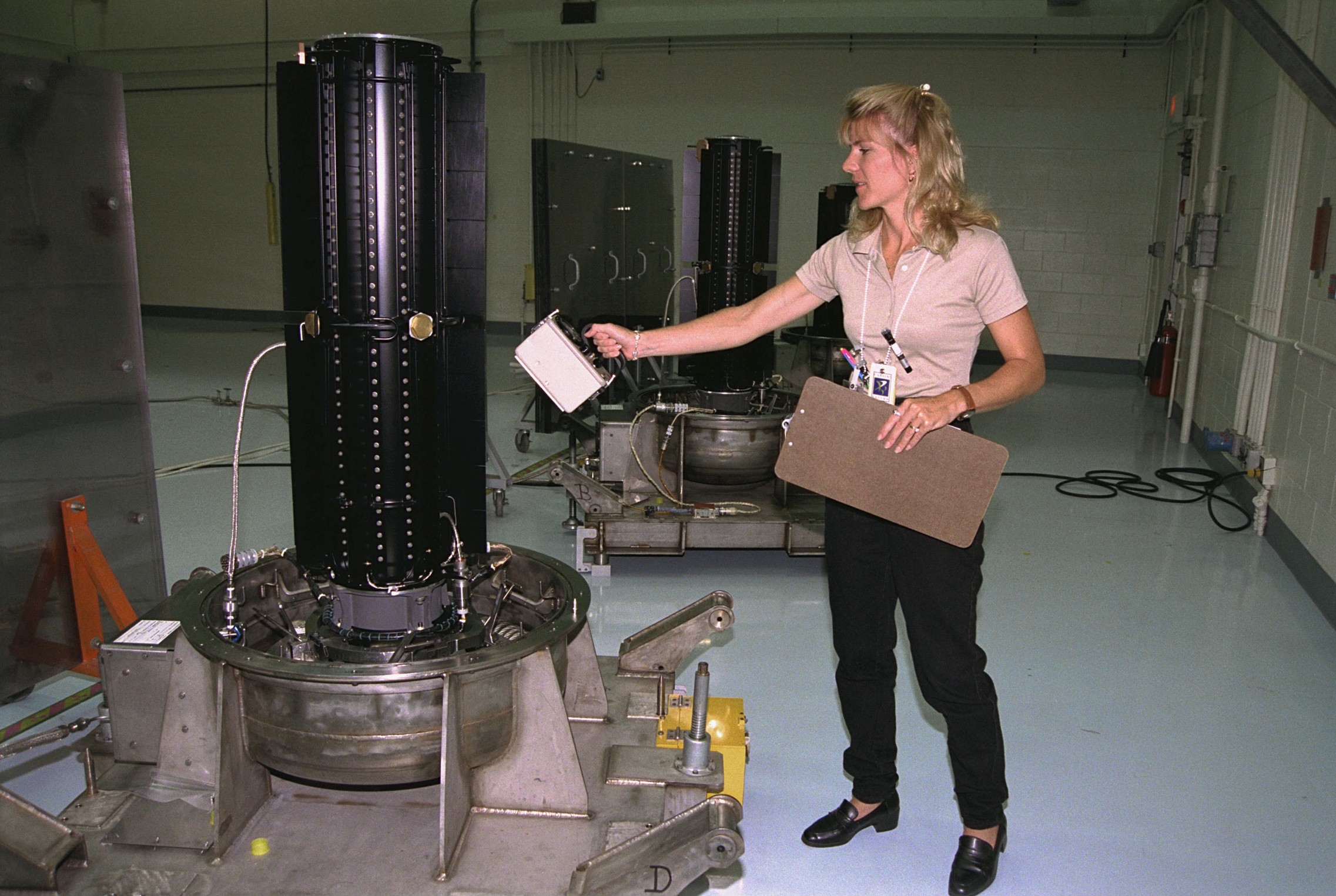
Cô gái dùng máy khảo sát phóng xạ cầm tay dạng hộp ion liên hợp